# 马达莱娜·穆苏梅奇
马达莱娜·穆苏梅奇（義大利語：Maddalena Musumeci，1976年3月26日—），意大利水球运动员。她曾代表意大利参加2004年和2008年夏季奥林匹克运动会水球比赛，其中2004年奥运会获得金牌，2008年奥运会则未能获得奖牌。